# Mołokojedowo (przystanek kolejowy)
Mołokojedowo (ros. Молокоедово) – przystanek kolejowy w miejscowości Mołokojedowo, w rejonie newelskim, w obwodzie pskowskim, w Rosji. Położony jest na linii Newel - Połock.